# Wim Dijkstra (organist)
Wim Dijkstra is een Nederlands organist.
Dijkstra studeerde van 1989 tot 1997 orgel en kerkmuziek aan het Sweelinck Conservatorium te Amsterdam bij Hans van Nieuwkoop. Deze periode sloot hij af met het behalen van het diploma Uitvoerend Musicus. Vervolgens studeerde hij koordirectie aan het Rotterdams Conservatorium bij Barend Schuurman. Zijn diploma behaalde hij in 2001. 
Wim Dijkstra is als organist van de Grote of Sint Nicolaaskerk te Monnickendam de vaste bespeler van het monumentale Gerstenhauerorgel. Hij heeft een uitgebreide concertpraktijk als solist en begeleider. Samen met dirigent Maria van Nieukerken nam hij het initiatief tot de concertserie "Bach in Monnickendam". 
Met sopraan Henriette Feith nam hij het Bruiloftsmadrigaal van Daan Manneke op voor het label Erasmus en met het kamerkoor Nieuwe Muziek en organiste Christine Kamp de Messe Solennelle van Louis Vierne voor koor en twee orgels.